# Scaris punctata
Scaris punctata är en insektsart som beskrevs av Blanchard 1840. Scaris punctata ingår i släktet Scaris och familjen dvärgstritar. Inga underarter finns listade i Catalogue of Life.